# Фион
Фион — поселок в городском округе Инта Республики Коми.

## Географическое положение
Поселок расположен в 111 км от города Инта на правом берегу реки Уса.

## Климат
Климат умеренно-континентальный, лето короткое и холодное, зима многоснежная, продолжительная и суровая. Климат формируется в условиях малого количества солнечной радиации зимой, под воздействием северных морей и интенсивного западного переноса воздушных масс. Вынос теплого морского воздуха, связанный с прохождением атлантических циклонов, и частые вторжения арктического воздуха с Северного Ледовитого океана придают погоде большую неустойчивость в течение всего года. Самым теплым месяцем года является июль (средняя месячная температура +14,6 °С), самым холодным — январь (-20,3 °С). Среднегодовая температура воздуха равна −3,5 °С. Число дней со средней суточной температурой воздуха выше нуля градусов составляет 144.

## Население
Постоянное население 2 человек (2002), все славяне. В 2010 году — 1 чел.